# Relations entre la Corée et les Nations unies
La république de Corée (communément appelée Corée du Sud) et la république populaire démocratique de Corée (communément appelée Corée du Nord) sont simultanément admises à l'Organisation des Nations unies (ONU) en 1991. Le 8 août 1991, le Conseil de sécurité des Nations unies adopte la Résolution 702 du Conseil de sécurité, recommandant l'adhésion des deux États à l'Assemblée générale des Nations unies. Le 17 septembre 1991, l'Assemblée générale admet les deux pays en vertu de la résolution 46/1.

## Historique

### Observateurs (1948-1991)
Le 12 décembre 1948, la république de Corée est officiellement reconnue par l'Assemblée générale des Nations unies (AGNU) en vertu de la résolution 195. À partir de ce moment, la Corée du Sud participe à l'AG en tant qu'observateur.
La Corée du Sud et la Corée du Nord demandent leur adhésion à l'ONU en 1949, mais aucune suite n'est donnée à leur demande à ce moment-là, l'Union soviétique s'étant opposée à l'admission de la Corée du Sud.
En 1950, la Corée du Nord envahit la Corée du Sud et la guerre de Corée commence. Le Conseil de sécurité de l'ONU dénonce l'invasion et "recommande que les membres de l'ONU fournissent à la république de Corée l'assistance nécessaire pour repousser l'attaque armée et rétablir la paix et la sécurité internationales dans la région", et "que tous les membres fournissant des forces militaires et d'autres formes d'assistance... mettent ces forces et autres formes d'assistance à la disposition d'un commandement unifié sous les ordres des États-Unis", et autorisent ce nouveau commandement des Nations unies "à sa discrétion à utiliser le drapeau des Nations Unies au cours de opérations contre les forces nord-coréennes...". Seize nations répondent en envoyant des troupes de combat (et cinq autres pays envoient une aide humanitaire) pour soutenir la Corée du Sud.
Avec le changement de reconnaissance en 1971 du siège chinois, la Corée du Nord obtient également le statut d'observateur en 1973.
Alors que la guerre froide touche à sa fin, la Corée du Sud annonce en 1991 qu'elle demanderait sa propre adhésion à l'ONU. La Corée du Nord s'est auparavant opposée à une adhésion séparée à l'ONU pour elle-même et la Corée du Sud parce qu'elle s'oppose à la reconnaissance permanente des "deux Corées". Cependant, sans perspective d'un veto chinois ou soviétique à la candidature de la Corée du Sud, la Corée du Nord annonce qu'elle demande également l'adhésion à l'ONU, déclarant que la Corée du Nord "n'a pas d'autre alternative que d'entrer à l'ONU au stade actuel" pour éviter d'avoir " des questions importantes liées aux intérêts de toute la nation coréenne traitées de manière biaisée à la tribune de l'ONU. ». Le ministère sud-coréen des Affaires étrangères salue la candidature de la Corée du Nord, affirmant que des adhésions séparées pour les deux Corées "contribuerent grandement à apaiser les tensions... et faciliterent également le processus de réunification pacifique". Le Conseil de sécurité de l'ONU recommande à l'unanimité l'adhésion de la Corée du Nord et de la Corée du Sud, les deux pays sont admis le 17 septembre 1991.

### La Corée du Nord et l'ONU (depuis 1991)
La Corée du Nord n'a jamais occupé de siège au Conseil de sécurité de l'ONU. Il a une mission permanente auprès de l'ONU à New York et maintient également une mission auprès de l'ONU à Paris et un ambassadeur auprès de l'ONU à l'Office des Nations unies à Genève,.
En 2018, et ce depuis 2005, l'AGNU adopte chaque année une résolution pour condamner la situation des droits de l'homme en Corée du Nord.
En décembre 2019, l'ambassadrice des États-Unis aux Nations unies, Kelly Craft, déclare lors d'une réunion du Conseil de sécurité de l'ONU (convoquée à sa demande) que les États-Unis sont prêts à prendre des "mesures simultanées" avec la Corée du Nord pour parvenir à la paix,. Mais elle met également en garde les Nord-Coréens contre de nouveaux essais de missiles,.

### La Corée du Sud et l'ONU (depuis 1991)
La Corée du Sud est élue à deux reprises à un siège non permanent du Conseil de sécurité de l'ONU, d'abord lors des élections de 1995 pour 1996-1997 et de nouveau lors des élections de 2012 pour 2013-14,.
En 2001, Han Seung-soo, un sud coréen, occupe la présidence de l'AGNU. En 2006, Ban Ki-moon, est élu Secrétaire général des Nations unies. Il est réélu en 2011,.